# Liste der Bodendenkmäler in Zangberg
Auf dieser Seite sind die Bodendenkmäler in der oberbayerischen Gemeinde Zangberg zusammengestellt. Diese Tabelle ist eine Teilliste der Liste der Bodendenkmäler in Bayern. Grundlage ist die Bayerische Denkmalliste, die auf Basis des Bayerischen Denkmalschutzgesetzes vom 1. Oktober 1973 erstmals erstellt wurde und seither durch das Bayerische Landesamt für Denkmalpflege geführt wird. Die folgenden Angaben ersetzen nicht die rechtsverbindliche Auskunft der Denkmalschutzbehörde.

## Bodendenkmäler der Gemeinde Zangberg

### Bodendenkmäler in der Gemarkung Weilkirchen
| Lage                   | Objekt | Akten-Nr.     | Bild |
| ---------------------- | --- | ------------- | ---- |
| Weilkirchen (Standort) | Brandgräber der römischen Kaiserzeit. | D-1-7740-0034 |      |
| Weilkirchen (Standort) | Grabenwerk vor- und frühgeschichtlicher Zeitstellung. | D-1-7740-0049 |      |
| Weilkirchen (Standort) | Untertägige mittelalterliche und frühneuzeitliche Befunde im Bereich der katholischen Filialkirche St. Georg in Weilkirchen und ihrer Vorgängerbauten. Siehe auch: St. Georg (Weilkirchen) | D-1-7740-0173 |      |

### Bodendenkmäler in der Gemarkung Zangberg
| Lage                | Objekt | Akten-Nr.     | Bild |
| ------------------- | --- | ------------- | ---- |
| Zangberg (Standort) | Erdstall des hohen Mittelalters. | D-1-7740-0032 |      |
| Zangberg (Standort) | Untertägige mittelalterliche und frühneuzeitliche Befunde im Bereich von Schloss Zangberg und seinen Vorgängerbauten mit barocken Gartenanlagen. Siehe auch: Schloss Zangberg                                                               | D-1-7740-0253 |      |
| Zangberg (Standort) | Burgstall des hohen Mittelalters sowie untertägige mittelalterliche und frühneuzeitliche Befunde im Bereich der katholischen Filialkirche St. Peter und Paul in Palmberg und ihres Vorgängerbaus. Siehe auch: St. Peter und Paul (Palmberg) | D-1-7740-0255 |      |